# Klauzál tér
Klauzál tér est une vaste place située dans le quartier d'Erzsébetváros, dans le 7e arrondissement de Budapest. Ancienne extrémité du Ghetto de Budapest, on y trouve les Grandes halles de Klauzál tér.